# Арсений Чернец

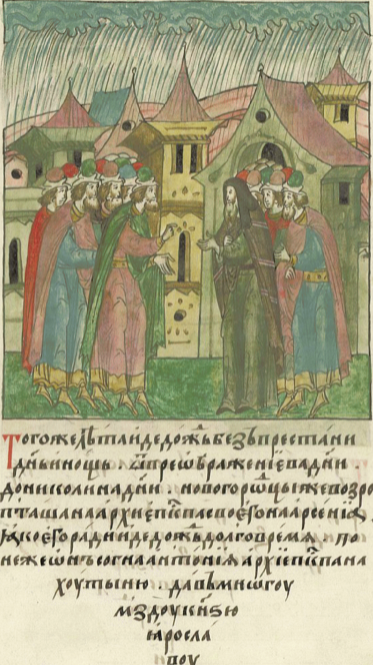
Новгородцы сводят Арсения Чернеца с кафедры

Арсений Чернец — наречённый архиепископ Новгородский.
Избранный из простых монахов Хутынского монастыря 3 июля 1223 года, в день смерти епископа Митрофания. Об Арсение летописец говорит, как о муже добром и боящемся Бога.
В 1225 году Арсений изгнан по возвращении Антония из Перемышля.
В 1228 году снова призван, когда онемевший Антоний удалился в монастырь.
Сделавшийся в это время голод был приписан грехам Арсения, что вызвало ярость народа, и Арсений едва спасся; потом был игуменом Хутынского монастыря, а в 1270 году князем Ярославом переведён в монастырь святого Георгия.